# Icap-Sira
L'ICAP-SIRA, più precisamente ICAP-SIRA Chemicals and Polymers S.p.A. è un'industria chimica nata nel 1945, inizialmente nel settore della rifinizione conciaria e successivamente in vari tipi di sostanze chimiche per l'industria tessile, delle costruzioni, degli autoadesivi (PSA) e per la produzione di dispersioni di pigmenti. Nel 2012 ha raggiunto un fatturato tra le prime 10 aziende italiane nel campo della chimica fine.
La sede principale si trova a San Lorenzo di Parabiago, in provincia di Milano.

## Storia e fusioni
L'azienda nasce come ICAP Industria Chimica S.p.A. e si trasforma negli anni grazie a numerose fusioni:
- 1972: Viene acquistata la SIRA, con sede a Barberino di Mugello [non chiaro], Firenze.
- 1981: Viene acquistata la PROMETAL Polimeri.
- 1987: Viene acquistata la DI.PI.A. Pigmenti.
- 1995: Fusione con la SIRA , cede il ramo cuoio e assume l'attuale denominazione.
- 1997: Viene acquistata una partecipazione del 74% nella ALBA MILAGRO Fertilizzanti idrosolubili.
- 2003: Viene acquistato il business mondiale di PSA del gruppo Stahl, con lo stabilimento produttivo di Torino.
- 2008: Viene acquistata la IRSEA con sede a Casorezzo, Milano.
- 2012: Il Consiglio di Amministrazione di ICAP-SIRA approva la nuova Governance aziendale e nomina un nuovo Comitato Direttivo per supportare la crescita futura dell'azienda.

Nel 1961 vengono prodotti i primi leganti acrilici con i marchi ACRILEM e ACRIS.
La produzione nel settore conciario inizia a diminuire dal 1975, quando l'azienda inizia a produrre il primo poliuretano ICAFLEX, per definitivamente terminare nel 1994, quando cede ad altra azienda il ramo di attività cuoio.
Tra il 1989 e il 1994 oltre ad una partecipazione azionaria vengono ceduti alcuni brevetti alla Dow Chemical.

Successivamente all'espansione delle tre sedi, ICAP-SIRA firma un accordo con Lux-Chem S.a., per l'esportazione in diversi paesi europei e asiatici.
Nel 1983 un esteso incendio colpì il magazzino della sede di San Lorenzo, contenente una non nota quantità di acrilici, che destarono grande preoccupazione per l'ambiente e la salute degli abitanti della frazione. Icap-Sira viene sottoposta a 8 procedimenti giudiziari, ma in seguito completamente assolta.
Nel 2018 viene aperta una nuova sede a Singapore: ICAP-SIRA ASIA Pte. Ltd. Tale scelta strategica sottolinea la volontà di ICAP-SIRA di consolidare ed incrementare la propria presenza in un mercato, come quello asiatico, in costante e rapida espansione.  

### Produzione
L'ICAP-SIRA ha una capacità produttiva su base anno:
- Polimeri in acqua: 100.000 T
- Polimeri in solvente: 20.000 T
- Tackifier: 10.000 T
- Pigmenti: 5.000 T
- Ausiliari: 5.000 T

## Scoperte archeologiche
Nel 1989 in occasione di lavori di espansione dell'area produttiva 1, vennero alla luce resti di una necropoli gallo-romana risalente al primo secolo a.C. Pochi mesi dopo, ICAP-SIRA si impegnò a procedere con i lavori di scavo, che durarono fino al 1993. Vennero alla luce 39 tombe e diversi oggetti, facenti risalire alla stessa datazione della Patera di Parabiago. Successivi ritrovamenti bloccarono i lavori di espansione dell'ICAP-SIRA, che si protrarranno fino al 2002, quando il nuovo blocco produttivo viene inaugurato.